# إيزابيل سارلي
هيلدا إيزابيل جوريندو سارلي (9 يوليو 1929 - 25 يونيو 2019)، ممثلة وممثلة إباحية وعارضة تعري، حازت على لقب ملكة جمال الأرجنتين عام 1955.

## حياتها

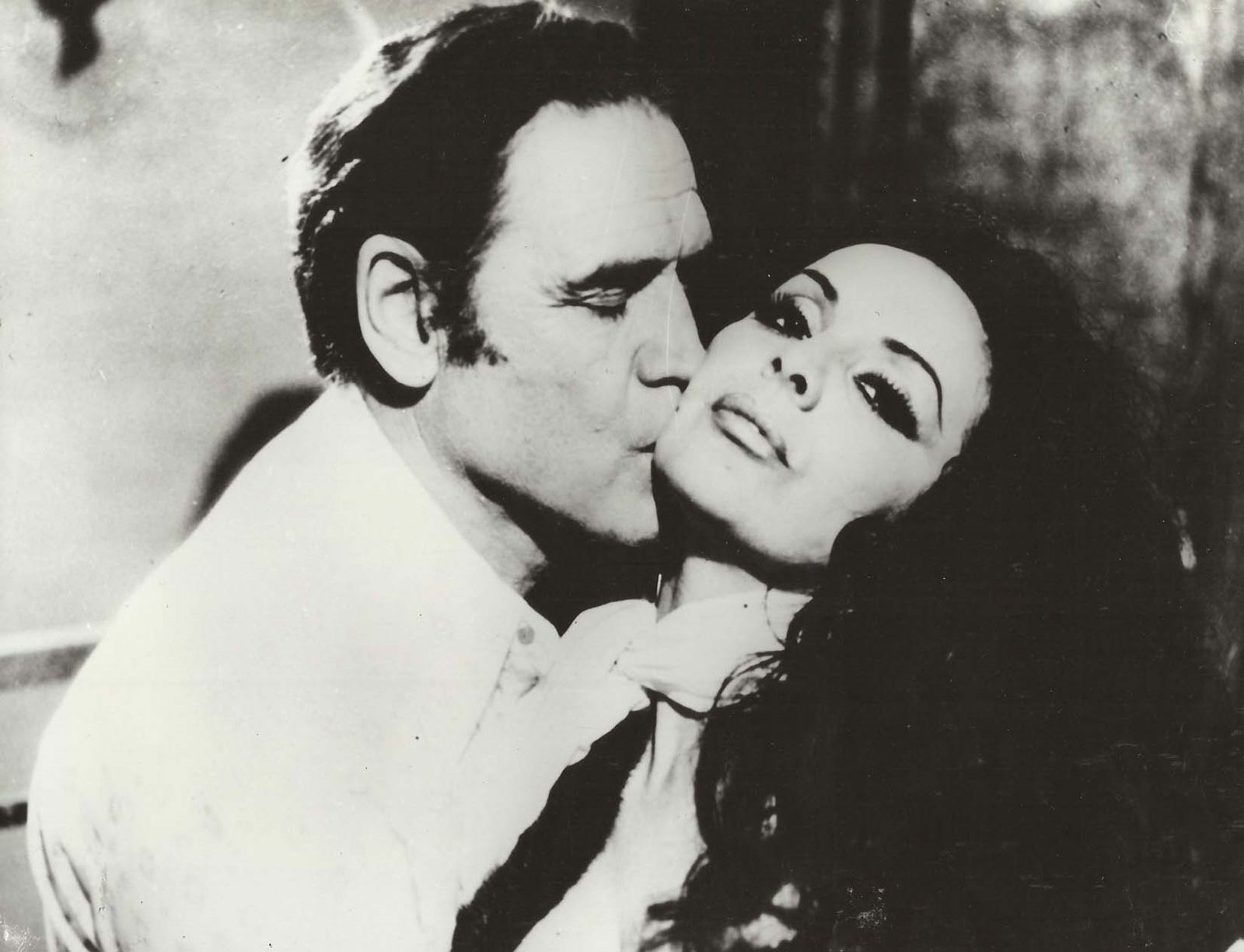
أرماندو بو وكوكا سارلي 1974

ولدت بالتاسع من يوليو عام 1935 في مدينة كونكورديا بمقاطعة إنتري ريوس في الأرجنتين. فازت بلقب ملكة جمال الأرجنتين عام 1955؛ ولقد كان فوزها بهذا اللقب سبباً في أن الممثل والمخرج الإباحي الراحل أرماندو بو لاكتشافها لتنشأ بينهم في ما بعد قصة حب نتج عنها إعلان زواجهما عام 1956. وبعدها كونا ثنائي ناجح في مجال السينما على وجه العموم و الإباحية على وجه الخصوص، ليصبحا كلاهما أشهر نجوم أمريكا الجنوبية.
بعد وفاة أرماندو عام 1981 قررت إيزابيل الاعتزال التمثيل نتيجة حزنها على موته إلا أن في عام 1996 قررت العودة إلى التمثيل في فيلم «La dama regresa». في 12 أكتوبر 2012 كرمت كريستينا فرنانديز دي كيرشنر رئيسة جمهورية الأرجنتين إيزابيل سارلي بمنحها لقب «سفيرة الأرجنتين للثقافة الشعبية».

## روابط خارجية
- إيزابيل سارلي على موقع IMDb (الإنجليزية)
- إيزابيل سارلي على موقع أول موفي (الإنجليزية)
- إيزابيل سارلي على موقع قاعدة بيانات الفيلم (الإنجليزية)
- إيزابيل سارلي على موقع كينوبويسك (الروسية)